# 一创投行
第一创业证券承销保荐有限责任公司，（简称一创投行）前身是第一创业摩根大通证券有限责任公司（简称一创摩根），成立于2011年5月26日，由第一创业证券股份有限公司和摩根大通共同出资组建，两者分别持有66.7%和33.3%的股权。公司经营范围为：股票与公司债券（不含中小企业私募债券）的承销与保荐。
受当时的监管规定影响，合资券商不像中资券商，有经纪、自营、资管等其他业务牌照，可以平衡业务收入。因此一创摩根牌照单一，受证监会政策变化波动明显，业务范围也仅仅集中在证券承销和保荐业务，包括发行股票、债券和并购重组。虽然经过多年发展，其投行业务并未使第一创业证券呈现出排名优势。据中国证券业协会统计的最近三年投行业务排名情况显示：一创摩根投资银行业务净收入排名从2013年的20名下滑到2015年的28名；财务顾问业务净收入排名从2013年的11名到2015年的48名；股票主承销金额排名从2014年的27名下滑到33名，债券主承销金额排名从2014年的24到2015年的36名。
2016年10月，第一创业证券公告称，与摩根大通正在就受让其持有的一创摩根股权事宜进行协商。12月16日，第一创业证券召开董事会决议通过以306,758,901.00人民币收购摩根大通所持有的33.3%股权。2017年7月3日，中国证券监督管理委员会北京监管局出具了关于第一创业收购摩根大通持有的一创摩根股权的《股权转让无异议函》。同年10月18日，正式完成工商变更；10月23日，一创摩根更名为一创投行，成为第一创业的全资子公司。2019年1月25日，公司注册资本由80000万人民币减少至40000万人民币。2021年3月，一创投行设立了上海分公司。